# Ізодинами

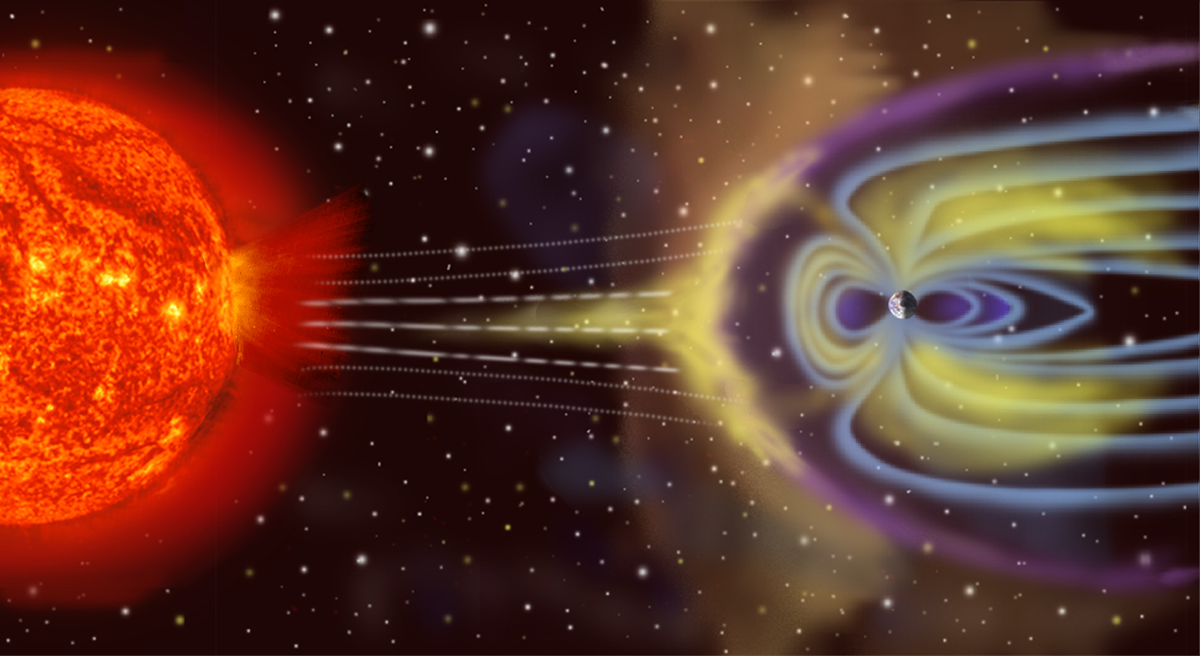
Ізодинами в уявленні художника

Ізодинами (рос. изодинамы, англ. isodynamic lines, нім. Isodynamen f pl) (від грец. ισος «изос» - рівний, грец. δύναμις - сила, міць) — ізолінії напруженості магнітного поля Землі.
Ізодинами використовуються при складанні  магнітограм, а також при візуальному представленні магнітного поля.

## Інтернет-ресурси
- dic.academic.ru / Толковый словарь иностранных слов Л. П. Крысина.- М: Русский язык, 1998. // изодинама [Архівовано 17 вересня 2019 у Wayback Machine.]
- oxfordindex.oup.com / A Dictionary of Physics (6th edition) ISBN 9780199233991 // isodynamic line [Архівовано 4 березня 2016 у Wayback Machine.] (англ.)